# ميجا مان X
ميجا مان إكس (بالإنجليزية: Mega Man X)‏ ، وتسمى في النسخة اليابانية روك مان إكس (Rockman X)، هي لعبة فيديو أكشن، وهي من أصعب مستوى اللعبة والتي أنتجتها شركة كابكوم اليابانية، حيث كانت الإنتاجات لأول مرة ناجحة في الأسواق الأمريكية وتبعتها أوروبا، يسمى في النسخة الإنجليزية ميجا مان أكس، والنسخة اليابانية روك مان ((الخاص باللغة اليابانية)) 『ロックマンX』...

## قصة اللعبة
عندما سيطر سيغما على الكرة الأرضية، أشعل الحروب لتدمير الحياة المعيشية للآلات، فقام البطل ميجا مان لمحاربة أتباع سيغما، ويتوعد ميجا مان لسيغما بتدمير قواعده العسكرية، حتى تعود الحياة من جديد...

## شخصيات اللعبة
- أكس ـ بطل اللعبة الأساسي
- زيرو ـ الألى الخفى يدعم ميجا مان
- سيغما ـ زعيم الروحى للتدمير، الخصم اللدود لأكس
- دكتور لايت ـ الدكتور كبير في السن يدعم أكس بالأسلحة المتطورة.

## وصلات خارجية
- Capcom Global website
- Official Rockman website (باليابانية)
- Official Irregular Hunter X website (باليابانية)
- Trailers and FMVs at Gametrailers.com
- GameFAQs entry for Mega Man X